# Maart 1995
Dit artikel geeft een chronologisch overzicht van alle belangrijke gebeurtenissen per dag in de maand maart van het jaar 1995.

## Gebeurtenissen

### 3 maart
- De VN-missie in Somalië wordt beëindigd zonder het beoogde resultaat (herstel van de orde in het land) te bereiken.
- Het kabinet besluit de A73 als snelweg aan te leggen op de oostoever van de Maas in Limburg. Eerder stelde het nog de westoever voor, maar het legt zich neer bij een uitspraak van de Tweede Kamer (VVD, CDA en enkele kleinere partijen), één dag eerder en met één stem verschil, waarin dat voorstel werd verworpen.

### 8 maart
- De VVD wint de verkiezingen voor de Provinciale Staten. De liberalen worden in de Senaat voor het eerst, en gelijk met afstand, de grootste partij: 27 zetels. De PvdA boekt het slechtste resultaat ooit: 14 zetels. D66 verliest (7), net als het CDA (19), dat zich echter licht herstelt van de klap van de verkiezingen voor de Tweede Kamer een jaar eerder. Nieuw in de senaat zijn de ouderenpartijen (3 zetels) en de SP (1). De opkomst valt mee: 50 procent.

### 10 maart
- Een akkoord wordt bereikt tussen Canada en de EU aangaande de zogenaamde Tarbotoorlog.

### 11 maart
- de Openingsceremonie van de twaalfde Pan-Amerikaanse Spelen, gehouden in Mar del Plata.

### 13 maart
- In Kopenhagen wordt de filmgroep Dogma 95 opgericht.

### 20 maart
- De sekte Aum Shinrikyo verspreidt het zenuwgas sarin in vijf metrostations van Tokio in Japan. Twaalf mensen komen om, meer dan zesduizend raken gewond.

### 22 maart
- Kosmonaut Valeri Poljakov keert na een recordverblijf van 438 dagen in de ruimte terug naar de Aarde.
- Nadat CDA-Europarlementslid Hanja Maij-Weggen hem kort voor de Statenverkiezingen al vergeleken heeft met de extreemrechtse Belg Filip Dewinter, premier Wim Kok zijn opstelling 'gevaarlijk' genoemd heeft en PvdA-minister Jan Pronk hem uitgemaakt heeft voor 'pamflettist', moet VVD-leider Frits Bolkestein nu in de Tweede Kamer buigen. Daartoe gedwongen door PvdA en D66 spreekt hij zijn vertrouwen uit in het vreemdelingenbeleid van het paarse kabinet.
- De schrijver A. Alberts wint de PC Hooftprijs, de belangrijkste literaire prijs in Nederland.

### 25 maart
- Cuba wint het handbaltoernooi voor mannen bij de Pan-Amerikaanse Spelen in Mar del Plata door in de finale Brazilië met 34-20 te verslaan.

### 26 maart
- De Verdragen van Schengen worden geïmplementeerd: tussen de eerste zeven landen van de Europese Unie vallen de fysieke grenzen weg.

### 31 maart
- Het kabinet besluit dat winkels zelf mogen gaan bepalen welke uren zij tussen 6.00 uur 's morgens en 22.00 uur 's avonds open zijn. Op zondag blijven ze in principe dicht, tenzij op gemeentelijk niveau anders wordt besloten. De Tweede Kamer wijzigt dit voorstel later in het jaar: een meerderheid van PvdA, CDA en een aantal kleinere partijen schrapt de zeggenschap van de gemeenten; de openstelling op zondagen blijft beperkt tot maximaal twaalf dagen per jaar.

<< · januari · februari · maart · april · mei · juni · juli · augustus · september · oktober · november · december · >>